# Андреев, Валерий Павлович
Вале́рий Па́влович Андре́ев (8 июня 1947, Анжеро-Судженск, Кемеровская область — 29 ноября 2010, Томск) — советский и российский историк, доктор исторических наук, профессор, почётный работник высшего профессионального образования Российской Федерации, исследователь проблем политической системы советского общества и урбанизационных процессов XX века.

## Биография
Родился в рабочей семье. В 1965 году окончил Кемеровскую среднюю школу № 34. По окончании школы поступил на историко-филологический факультет Томского государственного университета им. В. В. Куйбышева. На младших курсах занимался в группе по изучению международного молодёжного движения под руководством С. В. Вольфсона, читал лекции на международные темы в молодёжной аудитории. Участвовал в работе Томского отделения Всероссийского общества охраны памятников истории.
По окончании университета (1969) призван в ряды Советской Армии. Служил командиром пулемётного взвода в 15-м укреплённом районе Дальневосточного военного округа. Избирался секретарём комитета ВЛКСМ воинской части № 51835.
С 1971 года работал ассистентом кафедры истории КПСС в ТГУ, в 1975 году поступил в аспирантуру ТГУ. 31 мая 1978 года защитил кандидатскую диссертацию «Партийное руководство городскими Советами Западной Сибири в условиях социалистической реконструкции (1926—1932 гг.)» в специализированном совете при ТГУ (научный руководитель Ю. В. Куперт; официальные оппоненты П. Н. Валуев и Б. В. Иванов; утверждён ВАК 27 декабря 1978).
С 1979 года начал работать старшим преподавателем. С 1980 по 1992 год — в должности доцента, в 1982 году В. П. Андрееву присвоено звание доцента. 14 июня 1991 года защитил докторскую диссертацию «Партийные организации и городские советы РСФСР (1926—1937 гг.)» в совете при Уральском государственном университете (научный консультант Ю. В. Куперт; официальные оппоненты В. М. Селунская, И. М. Чвикалов и В. Г. Чуфаров; утверждён ВАК 15 ноября 1991). В 1993 году Валерию Павловичу присвоено ученое звание профессора. В 1996 году избран членом-корреспондентом Академии гуманитарных наук, в 1999 году — действительным членом АГН.
С 1999 по 2010 год был заведующим кафедрой истории и политологии Томского государственного архитектурно-строительного университета. В 2002 году по инициативе Валерия Павловича на кафедре открыта аспирантура.
Летом 2010 года В. П. Андреев был избран на должность заведующего кафедрой археологии и исторического краеведения ТГУ. В сентябре того же года у Валерия Павловича был обнаружен рак, 29 ноября 2010 года он скончался. Похоронен в Томске.
Семья
Первым браком был женат на математике Татьяне Евгеньевне Хмылевой (род. в 1951). Их дочь Ирина (род. в 1974) окончила отделение международных отношений исторического факультета ТГУ, преподаёт в ТПУ.
Вторым браком был женат на Ларисе Федоровне (Быковой, 1950—1991). Их сын Павел (род. 1981) — юрист.

## Научная деятельность
В. П. Андреев был известным учёным и педагогом, интересы которого лежали в области проблем политической системы советского общества и урбанизационных процессов XX в. По этим проблемам опубликованы 3 монографии, несколько учебных пособий и около 200 научных публикаций. Творческая группа, возглавляемая профессором В. П. Андреевым, подготовила и опубликовала два тома сборника документов по истории ТИСИ-ТГАСУ. Валерий Павлович вел подготовку аспирантов и соискателей в ТГУ, ТГАСУ и АлтГУ.

### Основные работы
Книги
- Руководство Коммунистической партии горсоветами РСФСР (1926—1937 гг.). Томск, 1989;
- Политическая культура и лидерство в СССР и странах СНГ (1985—1992 гг.). Новосибирск, 1993;
- В. Е. Грум-Гржимайло: «Я был тем муравьем, который понемногу сделал большое дело»: Из жизни металлурга, рассказанной им самим. Екатеринбург, 1994 (совм. с М. Е. Главацким и др.);
- Томская область: Исторический очерк. Томск, 1994 (в соавт.);
- Томск. История города. Томск, 1999 (в соавт.);
- Шахтеры и шахтерское движение в Кузбассе в 1989—1991 гг. Кемерово, 2002 (в соавт. с Д. В. Ворониным).

Статьи
- Некоторые вопросы партийного руководства укреплением городских Советов и шефством рабочего класса над госаппаратом в Западной Сибири (1929—1931 гг.) // Деятельность партийных организаций Сибири по вовлечению масс в революционное движение и повышение их активности в строительстве социализма и коммунизма. Томск, 1977;
- Из истории партийного руководства городскими Советами Западной Сибири в 1928—1932 гг. // Деятельность партийных организаций Сибири по вовлечению масс в революционное движение и повышение их активности в строительстве социализма и коммунизма. Томск, 1977;
- Горсоветы Кузбасса и хозяйственные органы в 1930-е гг. // Сибирь. XX в. Кемерово, 1998;
- Рец.: Лопатин Л. Н. Шахтёры и «начальство» о рабочем движении Кузбасса в 1989—1990-е гг. К 20-летию забастовки (Историография. Анализ. Мнения). Кемерово, 2009 // Вестник Томского государственного университета. История. 2010. № 2(10).

## Награды и премии
- Государственная научная стипендия (1997—2000)
- Медаль «За заслуги перед Томским государственным университетом» (1998)
- Благодарность министра образования (2002)
- Знак «Трудовой славы III степени» министерства энергетики РФ (2003)
- Нагрудный знак «Почётный работник высшего профессионального образования Российской Федерации» (2004)